# Liste (mathématiques)
Pour les articles homonymes, voir Liste (homonymie).
Une liste, en mathématiques, est une collection d'éléments rangés dans un ordre précis. Plus formellement,
Soit {\displaystyle X} un ensemble. On définit les produits cartésiens de {\displaystyle X} par récurrence par {\displaystyle X^{0}=\{\emptyset \}{\text{(la liste vide)}};\,X^{1}=X;\,X^{n+1}=X\times X^{n},n>0}
Alors {\displaystyle ListX\doteq \cup _{n\geq 0}X^{n}} est l'ensemble de toutes les listes finies d'éléments de {\displaystyle X}.
On écrit aussi {\displaystyle X^{*}}au lieu de {\displaystyle ListX}, en utilisant l'étoile de Kleene.
On note {\displaystyle L=(x_{1},x_{2},...,x_{k})} la liste L contenant les éléments de {\displaystyle x_{i}} où {\displaystyle i\in [1;k]}; l'ordre d'apparition des éléments est {\displaystyle x_{1},...,x_{k}}.
La notion de liste, ou encore de mot, est donc équivalente à celle d'uplet.
Ainsi, on a les propriétés suivantes :
- Pour une liste L, tout élément {\displaystyle x} possède un unique indice {\displaystyle k\in \mathbb {N} } qui correspond à sa place dans la liste (k-ième terme)
- 2 listes sont égales si elles ont exactement les mêmes éléments, rangés dans le même ordre, i.e. {\displaystyle (1,2,3)\neq (1,3,2)\quad {\text{et}}\quad (1,2,4)\neq (1,2,3)}
- 2 listes ont le même cardinal si elles ont le même nombres d'éléments.

## En combinatoire et en dénombrement
L'arrangement de p parmi n {\displaystyle A_{n}^{p}} désigne le nombre de listes possibles de cardinal p avec un ensemble de départ de n éléments tandis que le coefficient binomial {\displaystyle {\binom {n}{p}}}désigne le nombre de sous-ensembles de p éléments parmi un ensemble de n élément. 

## En langage Python
Les listes en langage Python sont des objets permettant de stocker des valeurs de type entier (integer), flottant (float) ou texte (string). Une liste est nommée par une variable (lettre ou lettre et chiffre), généralement, L, puis ses éléments sont indiqués entre crochets et séparés par des virgules comme suit :
```
L
=
[
n1
,
 
n2
,
 
n3
,
 
n4
]

```

Différentes fonctions sur les listes python
```
def
 
fonctions
(
L
):

    
L
.
append
(
E
)
 
#ajoute l'élément E 

    
L
.
count
(
E
)
 
#compte le nombre d’occurrences de l'élément E 

    
len
(
L
)
 
#renvoie le cardinal de L 

    
L
[
k
]
 
#renvoie le k-ième terme de L 

    
L
[
k
:
p
]
 
#renvoie les termes de L d'indice compris entre k et p

```

et enfin certaines fonctions en rajoutant des bibliothèques :
```
import
 
itertools

def
 
fonctions
(
L
):

    
itertools
.
permutations
(
L
)
 
#renvoie toutes les listes contenant les mêmes éléments que L (permutations)

```